# とちてれ★アニメフェスタ!
とちてれ★アニメフェスタ!（英：Tochigi-TV Anime Festa!）は、栃木県宇都宮市で開催されるとちぎテレビによる漫画・アニメ関連のイベント。

## 概要
宇都宮市のオリオン通り商店街を中心とした広範囲で、とちぎテレビで放送されるテレビアニメのステージや商店街のコスプレ開放などを展開する。当初は2011年3月13日に第1回を開催予定だったが、東日本大震災（東北地方太平洋沖地震）のため中止となり、翌年2012年5月6日に改めて開催となった。2015年からは萌えキャラ学会も賛助しており、「ご当地萌えキャラまつり」を併催し一層大規模なサブカルチャーイベントに発展している。ふるさと宮まつり・ジャパンカップサイクルロードレース・ミヤジャズインと並び、オリオン通りの歩行者通行量を大きく増加させるイベントの1つである。開催期間中のオリオン通りは、1日3万人超が通過する。

## 2011年（開催中止）
- 日時：2011年3月13日（開催中止）
- 主な出展予定団体:足利ひめたま制作委員会、ゆうプロジェクト（萌土産）、萌え燃えプロジェクト委員会(協力：井上酒店）、とむりえシスターズ、とちおとめ25、忍城の精鋭五人衆/行田活性化プロジェクト、スタジオぷYUKAI、BACK STAGE PASS、了法寺（とろ弁天、とろ美）、TTB48、DJ＆おしゃべりカフェ ひばり、ポップライフワークス、銚子電鉄サポーターズ、㈱メディアプレス、モリ陣の牛タン、つつじヶ岡パークイン、ジェラートの丘、いちごちゃんベリープロジェクト推進委員会

## 2012年
- 日時：2012年5月6日

## 2013年
- 日時：2013年7月7日
- 主催：とちぎテレビ
- 企画協力：オリオンスクエア
- 後援：宇都宮市、宇都宮市オリオン通り商店街振興組合、オリオン通り曲師町商業組合
- 協力：デジタルまんが祭りinうつのみや実行委員会、ご当地萌えキャラまつり実行委員会、宇都宮フェスタ管理事務所、宇都宮バンバ市民広場管理事務所
- 協賛：宇都宮アート&スポーツ専門学校、那須ハイランドパーク
- 主な出展団体：桜木工房、萌え燃えプロジェクト委員会、天然石と美の店なごみ、小峰シロ制作委員会、會津問屋 萌えの桜、痛車デザイン すたじおあ〜る、あいコンP°、いちごちゃんベリープロジェクト推進委員会
- メイン会場出展：アニメイト宇都宮店、ボークス宇都宮ショールーム、カードラボ、らしんばん宇都宮店、軸中心派宇都宮店、イエローサブマリン、メロンブックス、ポポンデッタ、フレッシュネスバーガー、じぇラーとの丘、宇都宮アート&スポーツ専門学校
- 後夜祭企画制作：フォールラー

## 2014年
- 日時：2014年5月5日 - 5月6日
- 主な出展団体:會津問屋 萌えの桜、小峰シロ製作委員会、元祖萌酒屋　井上酒店、痛車デザイン　すたじおあーる、あいコンP°、足利ひめたま、天然石と美の店なごみ、G-スピリッツ、まろに☆えーる、鳳華の未来学『萌え鑑定書』、了法寺、いちごちゃんベリープロジェクト推進委員会、あぐかる
- 協賛：TBC学院❵小山校、やきとり竜鳳、真岡闇市、宇都宮アート&スポーツ専門学校、デジタルまんが甲子園、日本赤十字社栃木県赤十字血液センター、dアニメストア、TBC学院宇都宮本校国際情報ビジネス専門学校、宇都宮メディア・アーツ専門学校、キン肉マンマッスルショップ
- 出展：アニメイト、メロンブックス、遊基カード館、カードゲームショップ カードラボ、らしんばん、HOBBY BASE イエローサブマリン、ボークス、フレッシュネスバーガー、タペストリー専門店軸中心派

## 2015年
- 主催：とちぎテレビ、五光
- 後援・協力：宇都宮市、宇都宮市オリオン通り商店街振興組合、オリオン通り曲師町商業組合、ご当地萌えキャラまつり実行委員会、デジタルまんが祭りinうつのみや実行委員会、宇都宮フェスタ管理事務所、宇都宮バンバ市民広場管理事務所
- 協賛・出展：NTTドコモ、日本赤十字社栃木県赤十字血液センター、大洗町商工会/大洗町・大洗観光協会/大洗まいわい市場/肴屋本店、東武宇都宮百貨店、やきとり竜鳳、TBC学園宇都宮本校、真岡闇市、TBC学園小山校、宇都宮PARCO、宇都宮メディア・アーツ専門学校、アニメイト、HOBBY BASE イエローサブマリン、カードゲームショップ カードラボ、ボークス、らしんばん
- 主な出展団体:アニメイト宇都宮、ボークス、カードラボ、らしんばん、軸中心派、イエローサブマリン、メロンブックス、フレッシュネスバーガー、宇都宮アート&スポーツ、BACK STAGE PASS、足利ひめたま製作委員会、とちぎテレビ、ジェラートの丘、小峰シロ制作委員会、會津問屋　萌え燃えプロジェクト委員会、天然石と美の店なごみ、萌えの桜、痛車デザイン すたじおあ〜る、あいコンP°、板莉アンジェラ、いちごちゃんベリープロジェクト推進委員会、後藤まつり

## 2016年
開催日：2016年5月4日・5日
- 主催：とちぎテレビ、五光
- 後援・協力：宇都宮市、宇都宮市オリオン通り商店街振興組合、オリオン通り曲師町商業組合、ご当地萌えキャラまつり実行委員会、デジタルまんが祭りinうつのみや実行委員会、宇都宮フェスタ管理事務所、宇都宮バンバ市民広場管理事務所
- 協賛・出典：日本赤十字社栃木県血液センター、宇都宮東武百貨店、やきとり竜鳳、全国赤帽軽自動車運送協同組合連合会、エターナルアミューズメント、グローバル・ソリューションズ、TBC学院、下野市、宇都宮PARCO、防衛省自衛隊栃木地方協力本部、宇都宮メディア・アーツ専門学校、カラオケまねきねこ、大洗町・大洗まいわい市場・大洗町商工会・大洗シーサイドホテル・とんかつレストラン クックファン・肴屋本店・山戸呉服店
- 主な出展団体:ウッド村ファーム、鷲宮大明神小山芳姫、福島ラーメン組っ！、東北ずん子、足利ひめたま、いいねこ。のみせ、あいコンP°、加茂川マコト、元祖萌酒屋 井上酒店、Ｇ-スピリッツ、めっとこ、おもてなし隊！あゆみ＆まい、スタジオアールデザイン、會津問屋 萌えの桜、ご当地キャラショップなごみ、小松姫プロジェクト、天然石と美の店なごみ、田舎館村応援プロジェクト・いち姫、小峰シロ製作委員会、東京拉麺、De-books、ジェラートの丘、いちごちゃんベリープロジェクト推進委員会

## 2017年
- 開催日：2017年5月4日・5日
- 会場：宇都宮オリオンスクエア
- 主催：とちぎテレビ、五光
- 後援・協力：宇都宮市、宇都宮市オリオン通り商店街振興組合、オリオン通り曲師町商業組合、ご当地萌えキャラまつり実行委員会、デジタルまんが祭りinうつのみや実行委員会、宇都宮フェスタ管理事務所、宇都宮バンバ市民広場管理事務所
- 協賛：代々木アニメーション学院、コクヨ、トライデントワークス、カラオケまねきねこ、日本赤十字社栃木県赤十字血液センター、やきとり竜鳳、渡辺建設、政木屋食品、下野市観光協会、フェドラ、防衛省自衛隊栃木地方協力本部、宇都宮PARCO、宇都宮フェスタ、那須どうぶつ王国
- 主な出展団体:ウッド村ファーム、リフルシャッフル、思川結、いいねこ。のみせ、ジェラートの丘、鷲宮大明神小山芳姫、イミズちゃん、福島ラーメン組っ！、中通りく、くすり屋の良佳さん、めっとこ【株式会社清州】、元祖萌酒屋 井上酒店、加茂川マコト、會津問屋 萌えの桜、東京拉麺、Ｇ－スピリッツ、あみたん娘、小峰シロ製作委員会、夜弓神楽狐之灯矢、小松姫プロジェクト、天然石と美の店なごみ、足利ひめたま、イーたん7、いちごちゃんベリープロジェクト推進委員会

## 2018年
- 開催日：2018年5月5日・6日
- 会場：宇都宮オリオンスクエア、バンバひろば、オリオン通り
- 主催：とちぎテレビ、五光
- 後援・協力：宇都宮市、宇都宮市オリオン通り商店街振興組合、オリオン通り曲師町商業組合、ご当地萌えキャラまつり実行委員会、デジタルまんが祭りinうつのみや実行委員会、宇都宮フェスタ管理事務所、宇都宮バンバ市民広場管理事務所
- 協賛：トライデントワークス、日本赤十字社栃木県赤十字血液センター、下野市観光協会、真岡市、カラオケまねきねこ、やきとり竜鳳、アウローラ、コクヨ、防衛省自衛隊栃木地方協力本部、那須どうぶつ王国、渡辺建設、宇都宮フェスタ、TBC学院小山校、那須ハイランドパーク、大洗町商工会・大洗まいわい市場・大洗ガルパンギャラリー・大洗ホテル・大洗シーサイドステーション・大洗シーサイドホテル・肴屋本店・とんかつレストラン クックファン・山戸呉服店
- 主な出展団体:ウッド村ファーム、鷲宮大明神小山芳姫、くすり屋の良佳さん、夜弓神楽狐之灯矢、おもてなし隊！あゆみ&まい、福島ラーメン組っ！、イミズちゃん、思川結、中通りく 、原付萌奈美、會津問屋 萌えの桜、東北ずん子、元祖萌酒屋 井上酒店、マウスマン、喫茶チズ、G-スピリッツ、めっとこ、お茶の愛ちゃん、本堂ななこ、足利ひめたま、いいねこ。のみせ、ジェラートの丘、いちごちゃんベリープロジェクト推進委員会

## 2019年
- 開催日：2019年5月4日・5日
- 会場：宇都宮オリオンスクエア、バンバひろば、オリオン通り
- 主催：とちぎテレビ、五光
- 共催：トライデントワークス
- 後援・協力：宇都宮市、宇都宮市オリオン通り商店街振興組合、オリオン通り曲師町商業組合、ご当地萌えキャラまつり実行委員会、デジタルまんが祭りinうつのみや実行委員会、宇都宮フェスタ管理事務所、宇都宮バンバ市民広場管理事務所
- 協賛：代々木アニメーション学院、日本赤十字社栃木県赤十字血液センター、トライデントワークス、ケイブ、下野市観光協会、コクヨ、真岡市、アウローラ、フタバ食品、防衛省自衛隊栃木地方協力本部、那須どうぶつ王国、渡辺建設、宇都宮フェスタ、大洗町商工会・大洗まいわい市場・大洗ガルパンギャラリー・大洗ホテル・大洗シーサイドステーション・大洗シーサイドホテル・肴屋本店・とんかつレストラン クックファン・山戸呉服店・潮騒の湯

## 2020年 - 2021年（開催中止）
- 2020年は、3月14日にオリオンスクエアの改装工事を理由として11月への開催延期を発表していたが[3]、新型コロナウイルス感染症が拡大した影響で開催自体が未定となったのち、年が明けた2021年4月に開催中止となったことが下野市の公文書にて公表されている[4]。本イベントの開催中止は2011年以来、9年ぶりである。
- 2021年は、新型コロナウイルス感染症の終息の見通しがつかず、緊急事態宣言及びまん延防止等重点措置が発令されたことなどを鑑みて、ゴールデンウィークの開催が事実上中止された。さらに、コロナ感染拡大による緊急事態宣言が栃木県に同年9月30日まで発出されたことで開催が困難と判断されたため、2年連続で事実上の開催中止となった。

## 2022年

とちてれ★アニメフェスタ!2022の垂れ幕

2022年2月21日に3年ぶりの開催が発表され、5月7日・8日に開催された。
- 開催日：2022年5月7日・8日
- 会場：宇都宮オリオンスクエア、バンバひろば、オリオン通り
- 主催：とちぎテレビ、五光
- 後援・協力：宇都宮市、宇都宮市オリオン通り商店街振興組合、オリオン通り曲師町商業組合、ご当地萌えキャラまつり実行委員会、デジタルまんが祭りinうつのみや実行委員会、宇都宮フェスタ管理事務所、宇都宮バンバ市民広場管理事務所
- 協賛：BS11、シヤチハタ、一般社団法人下野市観光協会、日本赤十字社栃木県赤十字血液センター、日光市、成美学園、直エンジニアリング、防衛省自衛隊栃木地方協力本部、トライデントワークス、クロコダイル、五光、マーケットネットワーク

## 2023年
- 開催日：2023年5月6日・7日
- 会場：宇都宮オリオンスクエア、バンバひろば、オリオン通り
- 運営協力：トライデントワークス、五光、マーケットネットワーク、宇都宮メディア・アーツ専門学校
- 協賛：BS11、トムス・エンタテインメント、五光、マーケットネットワーク、ライブガーデン、一般社団法人下野市観光協会、日本赤十字社栃木県赤十字血液センター、エヌエヌ商事、ビッグマーチ宇都宮店、雪ミクスカイタウン、成美学園、防衛省自衛隊栃木地方協力本部、eスポーツとちぎ

内容
- オリオンスクエア両日
  - まろに☆え〜るトークステージ
    - 6日のみ：阿部敦、茅原実里
    - 7日のみ：関俊彦、古川登志夫

  - まろに朝市
  - トライデントワークスブース
- オリオンスクエア6日
  - ライブステージ：STARMARIE、鈴木杏奈、熊田茜音&MindaRyn、AKINO with bless4
  - まろに☆え〜るTV超トーク（まろに☆え〜る、アイデンティティ、R藤本、BANBANBAN山本、ぴっかり高木）
  - メディア芸術祭共催記念クリエイターズステージ（一葵さやか、仔鹿リナ）
  - eスポーツとちぎpresents ぷよぷよeスポーツ北関東頂上決戦（鈴木杏奈）
  - ミノリズムコラボステージ（茅原実里）
- オリオンスクエア7日
  - ライブステージ：IBERIs&、ギルドロップス、奥井雅美、まろに☆え〜る
  - 山口勝平のモンキーラジオ公開収録
  - サバンナの会/らいりんガールステージ
  - VTuberトークステージ（結目ユイ、水瀬しあ、花曇くゆり）
  - BS11【ANIME+】プレゼンツ「もののがたり」ステージ（高田憂希、小林親弘）
- バンバ広場
  - ご当地萌えキャラまつりステージ
    - 両日：夜弓神楽狐之灯矢
    - 6日のみ：いいねこ。、ハマの森、名もなき応援団、蒼空はるか、精霊巫女いろは
    - 7日のみ：りうりう&るびぃ（世界コスプレサミット日本代表）、薬屋りょうか、いちごのくにのイーたん・光海ひろあき

  - まぽりんアイドルステージ
    - 6日のみ：NENE（lovely popo）、ペペロンチーノ、川音希、PHiZZ
    - 7日のみ：あーるちゃん、ニコニコLOVERS、とちおとめ25

  - miyacosステージ
    - 両日：サバンナの会
    - 6日のみ：87かぼちゃ
    - 7日のみ：コスプレコンテスト

  - 皆で踊ろう!まろに☆え〜るの盆踊りステージ（6日のみ）
  - 集まれ歌自慢!アニソンの王様（7日のみ）
  - エヌエヌ商事ブース・まろに☆え〜る痛トラック展示
- 宇都宮コンファレンスホール：栃木 INDIEGAME Devs Digger

## 2024年
- 開催日：2024年5月4日、5日[6]